# Cerezal de Peñahorcada (kommunhuvudort)
Cerezal de Peñahorcada är en kommunhuvudort i Spanien.   Den ligger i provinsen Provincia de Salamanca och regionen Kastilien och Leon, i den nordvästra delen av landet, 260 km väster om huvudstaden Madrid. Cerezal de Peñahorcada ligger 704 meter över havet och antalet invånare är 127.
Terrängen runt Cerezal de Peñahorcada är platt åt sydost, men åt nordväst är den kuperad. Runt Cerezal de Peñahorcada är det glesbefolkat, med 13 invånare per kvadratkilometer. Närmaste större samhälle är Barruecopardo, 6,6 km söder om Cerezal de Peñahorcada. Trakten runt Cerezal de Peñahorcada består till största delen av jordbruksmark.